# Notburgastraße
Die Notburgastraße ist eine kurze Ein- und Ausfallstraße im Stadtbezirk Neuhausen-Nymphenburg (Nr. 9) von München.

## Verlauf

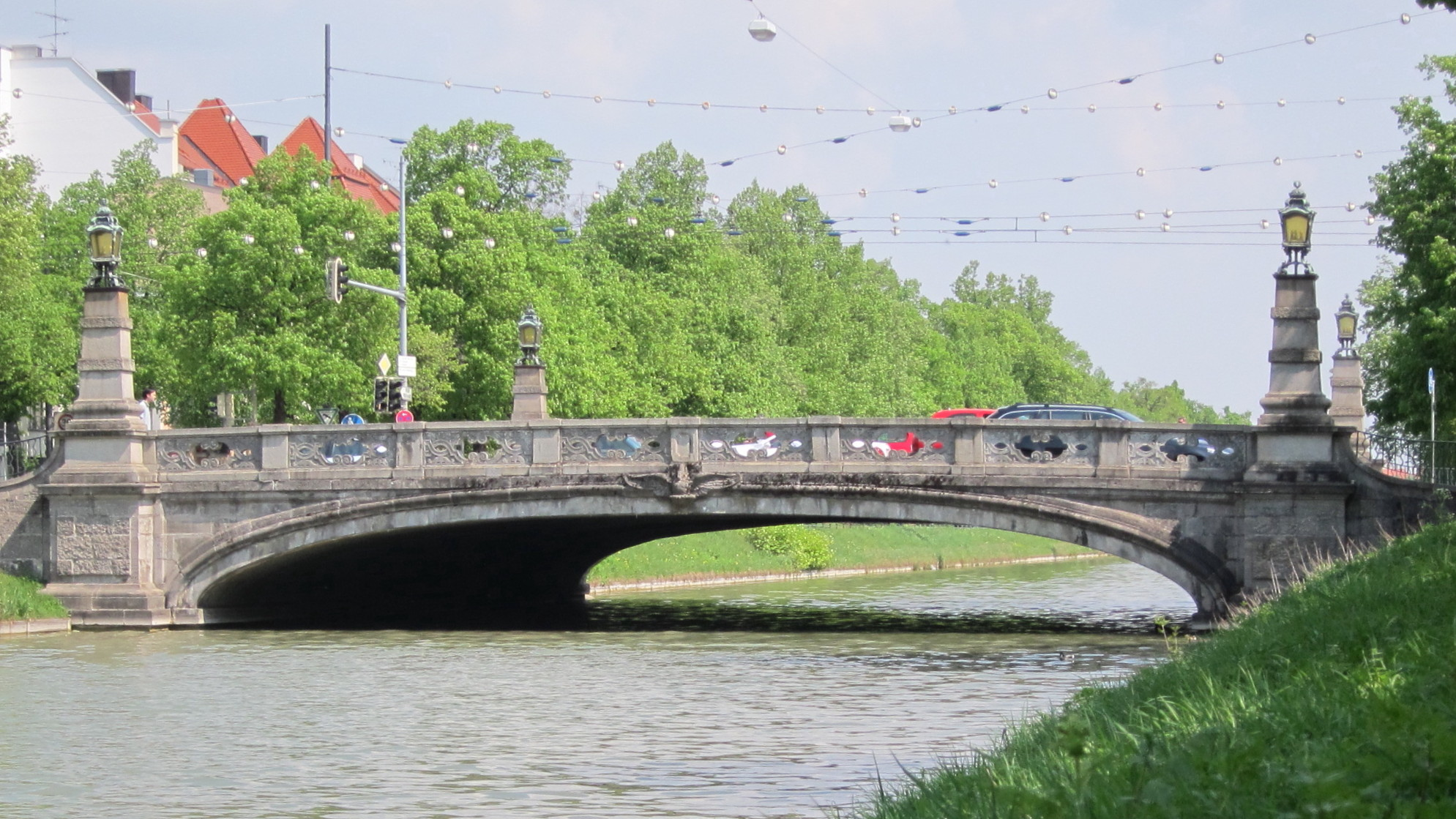
Die Ludwig-Ferdinand-Brücke am Nordende der Straße

Die am Romanplatz ihren südlichen Anfang nehmende Notburgastraße verbindet die vom Stadtzentrum kommende Arnulfstraße über die den Schlosskanal querende Ludwig-Ferdinand-Brücke mit der Menzinger Straße, die zur Bundesautobahn 8 (West) führt. In ihr verläuft die Straßenbahnlinie 16.

## Geschichte

Volksgarten, Werbebild um 1900

Die Straße erhielt ihren Namen nach der Eingemeindung Nymphenburgs im Jahr 1900. Im Stadtplan von 1898 ist die Straße Hochstraße verzeichnet. An der heutigen Notburgastraße stand von 1890 bis 1916 der Volksgarten Nymphenburg, ein 30.000 Personen fassender Vergnügungspark, an den heute noch die Volksgartenstraße erinnert. Heute befindet sich hier die Wohnanlage Notburga-/Volksgartenstraße des Studierendenwerks München.

## Öffentlicher Verkehr
Auf der Straße verkehrt die Straßenbahnlinie 16, die zugleich eine gute Anbindung zum Schloss Nymphenburg bildet.

## Namensgeber
Die Straße ist nach der Volksheiligen Notburga von Rattenberg (um 1265 bis um 1313) benannt. Eine Namensgebung nach Prinzessin Notburga, einer im Säuglingsalter 1883 verstorbenen Tochter des späteren Königs Ludwig III., ist nicht belegt.

## Denkmalgeschützte Häuser
- Nr. 6: Mietshaus, freistehender Neubarockbau, reich gegliedert, mit Eckturm, bezeichnet 1895 (Denkmalliste D-1-62-000-4806)

## Kirche

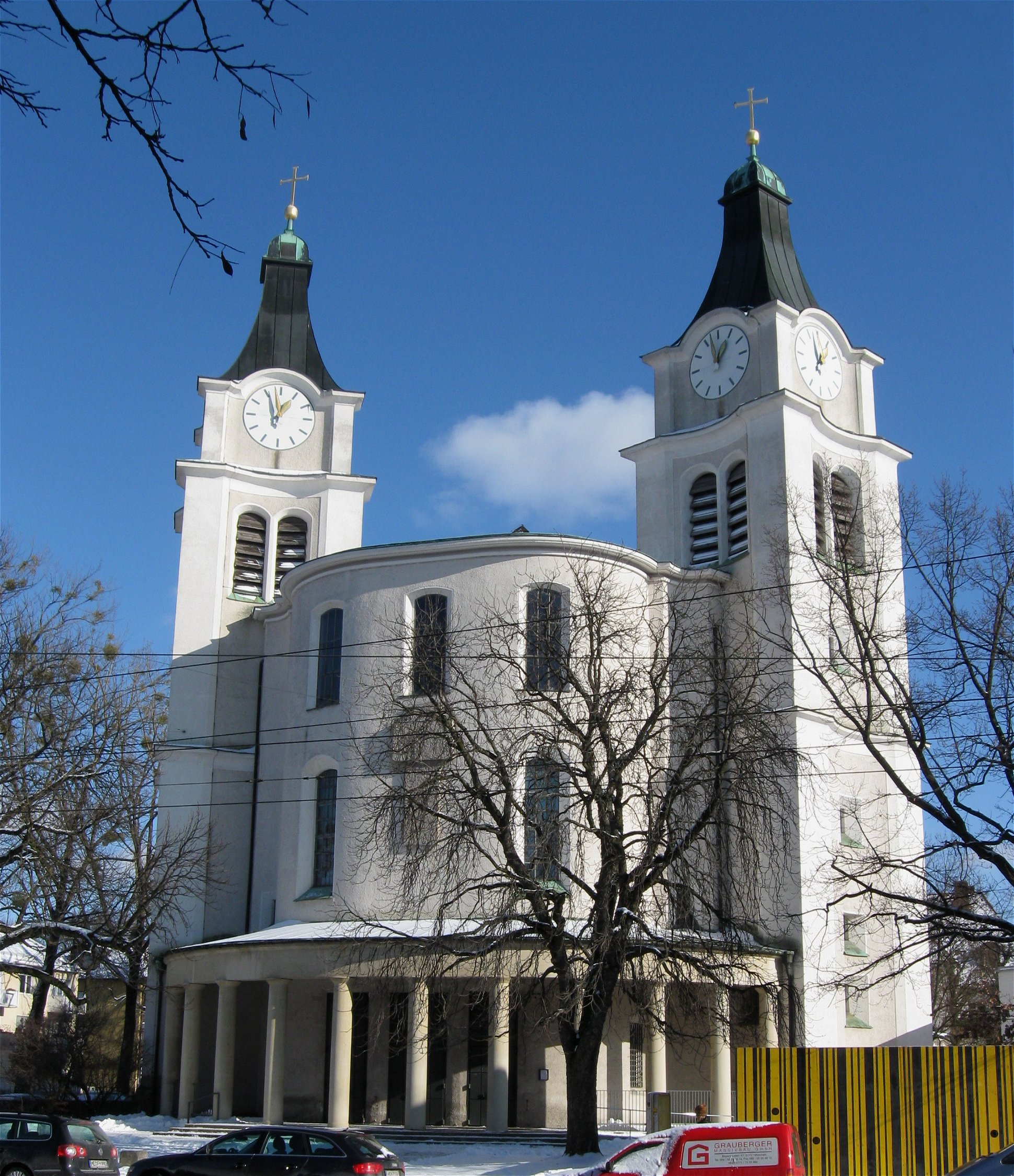
Pfarrkirche Christkönig

- Nr. 7: Katholische Pfarrkirche Christkönig, barockisierender längsovaler Zentralbau mit Doppelturmfassade, von August Blössner, 1928–29, nach Kriegsschäden erneuert; Pfarrhaus, zweigeschossiger Walmdachbau, mit eingeschossigem Anbau, von August Blössner, 1937–38; Kriegergedächtniskapelle, vor der Kirche errichteter achteckiger Zeltdachbau, barockisierend, 1923–24 (Denkmalliste D-1-62-000-4807)

### Zum Volksgarten Nymphenburg
- Jürgen Weisser: Zwischen Lustgarten und Lunapark. Der Volksgarten in Nymphenburg (1890–1916) und die Entwicklung der kommerziellen Belustigungsgärten. München 1998, ISBN 3-89675-449-1.
- Karl Stankiewitz: Aus is und gar is! Wirtshäuser, Theater, Cafés, Nachtclubs und andere verlorene Orte Münchner Geselligkeit. Allitera Verlag, München 2018, ISBN 978-3-96233-023-1.